# آسمون بی‌ستاره
آسمون بی‌ستاره فیلمی به کارگردانی حمید مجتهدی و نویسندگی حبیب‌الله کسمایی و منوچهر کی‌مرام محصول سال ۱۳۵۰ است.

## خلاصه داستان
حشمت کارخانهٔ همسرش را که بیماری قلبی دارد، اداره می‌کند و از تصمیم همسرش که پس از مرگ او اموالش به خواهرش فرشته واگذار می‌شود، ناخرسند است…

## بازیگران
- منصور سپهرنیا
- گوگوش
- منوچهر وثوق
- شهلا ریاحی
- محمدتقی کهنمویی
- صابر آتشین
- میرمحمد تجدد
- جمشید مشایخی